# 月夜野町
月夜野町（つきよのまち）は、群馬県の北部、利根郡にあった町である。2005年10月1日、水上町、新治村と合併し、みなかみ町となり消滅した。

## 地理

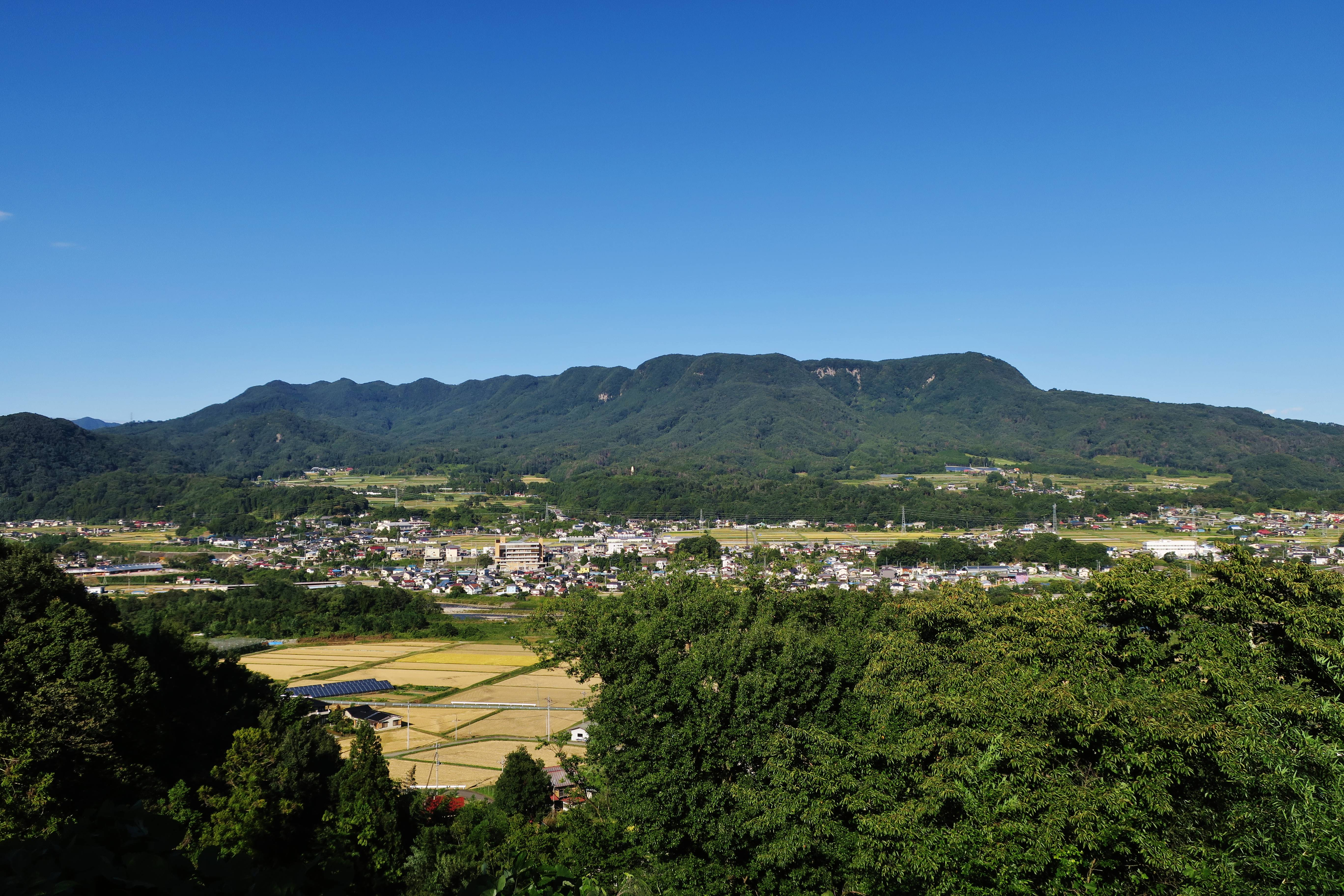
三峰山のふもとに広がる市街地（役場・後閑駅周辺）

利根川上流域に位置し、町の北部では、西の大峰山と東の三峰山とが成す谷間を流れた利根川に、沼田盆地へと開けた南部で赤谷川が注ぐ。
- 河川：利根川
- 湖沼：大峰沼 - 湿性植物の生えた浮島が点在し、本州最大で最古とも言われる。

## 大字
- 石倉
- 大沼
- 小川
- 上津
- 上牧
- 後閑
- 下津
- 下牧
- 月夜野
- 奈女沢
- 真庭
- 政所
- 師

## 歴史

### 町名の由来
平安時代、歌人・源順が三峰山より昇る月を見て「おお、よき月よのかな」と感銘し、歌を詠んだという言い伝えから。

### 沿革

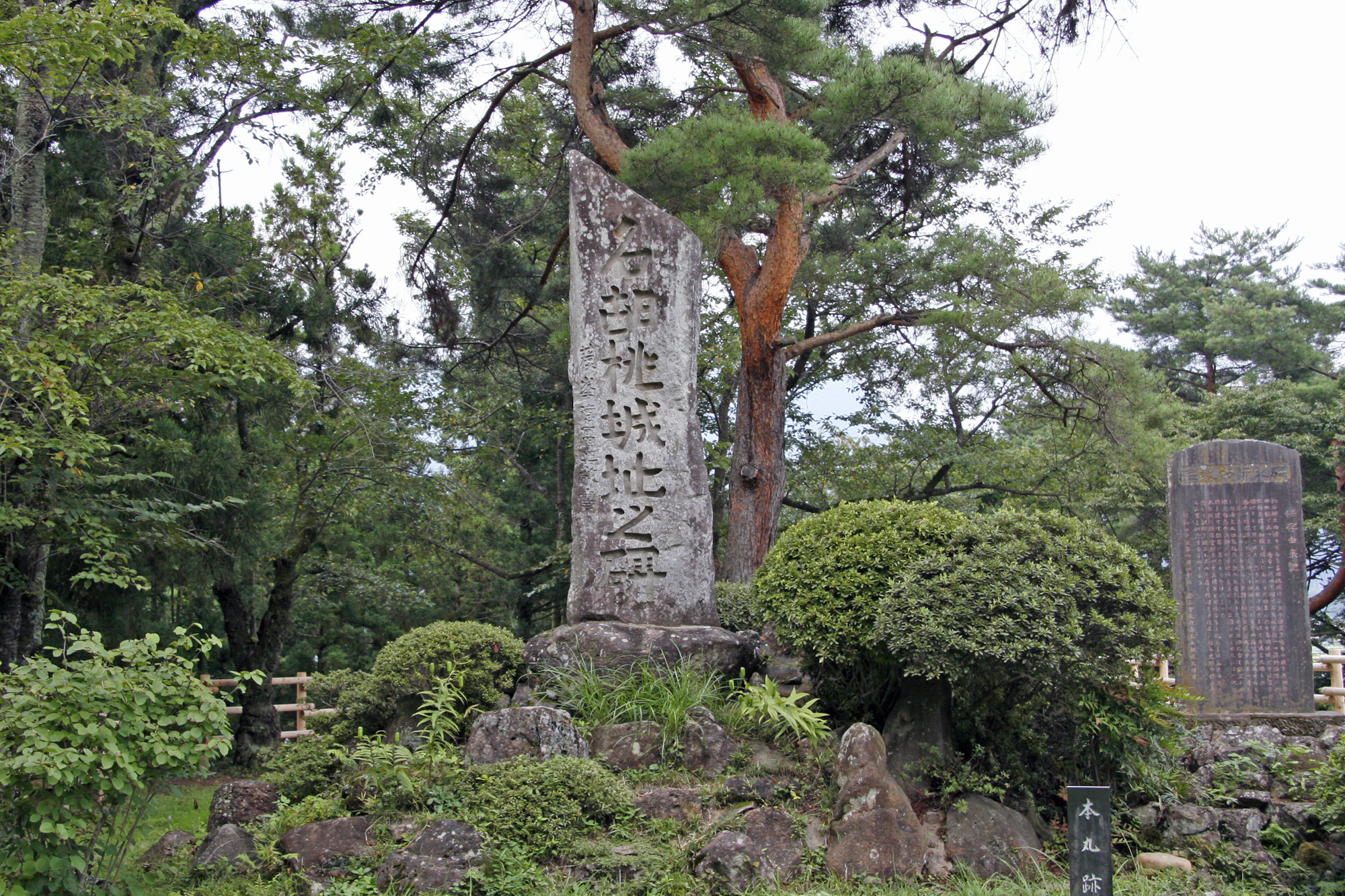
名胡桃城

- 戦国時代 - 名胡桃（なぐるみ）城が置かれ、今も残るその城跡は群馬県の史跡に指定されている。また、江戸時代の伝説的人物、茂左衛門の説話で知られる。
- 1889年（明治22年）4月1日 - 町村制施行に伴い、利根郡に古馬牧村・桃野村が誕生。
- 1955年（昭和30年）4月1日 - 古馬牧村・桃野村が合併し、月夜野町が発足。
- 2005年（平成17年）10月1日 - 月夜野町・水上町・新治村が合併し、みなかみ町が発足。

## 経済
主な店舗
- ベイシア月夜野店
- サンモール月夜野店
- カインズホーム月夜野店

## 姉妹都市・提携都市

### 海外
- ウヘルスキーブロット町（ チェコ）
  - 姉妹都市提携

## 交通
町の中央を利根川に沿って南北にJR上越線と関越自動車道とが通り、月夜野インターチェンジは南東の端に置かれている。国道17号が利根川から赤谷川に沿って町の南部を東西に走り、国道291号が分かれて利根川沿いを北上する。

### 鉄道路線

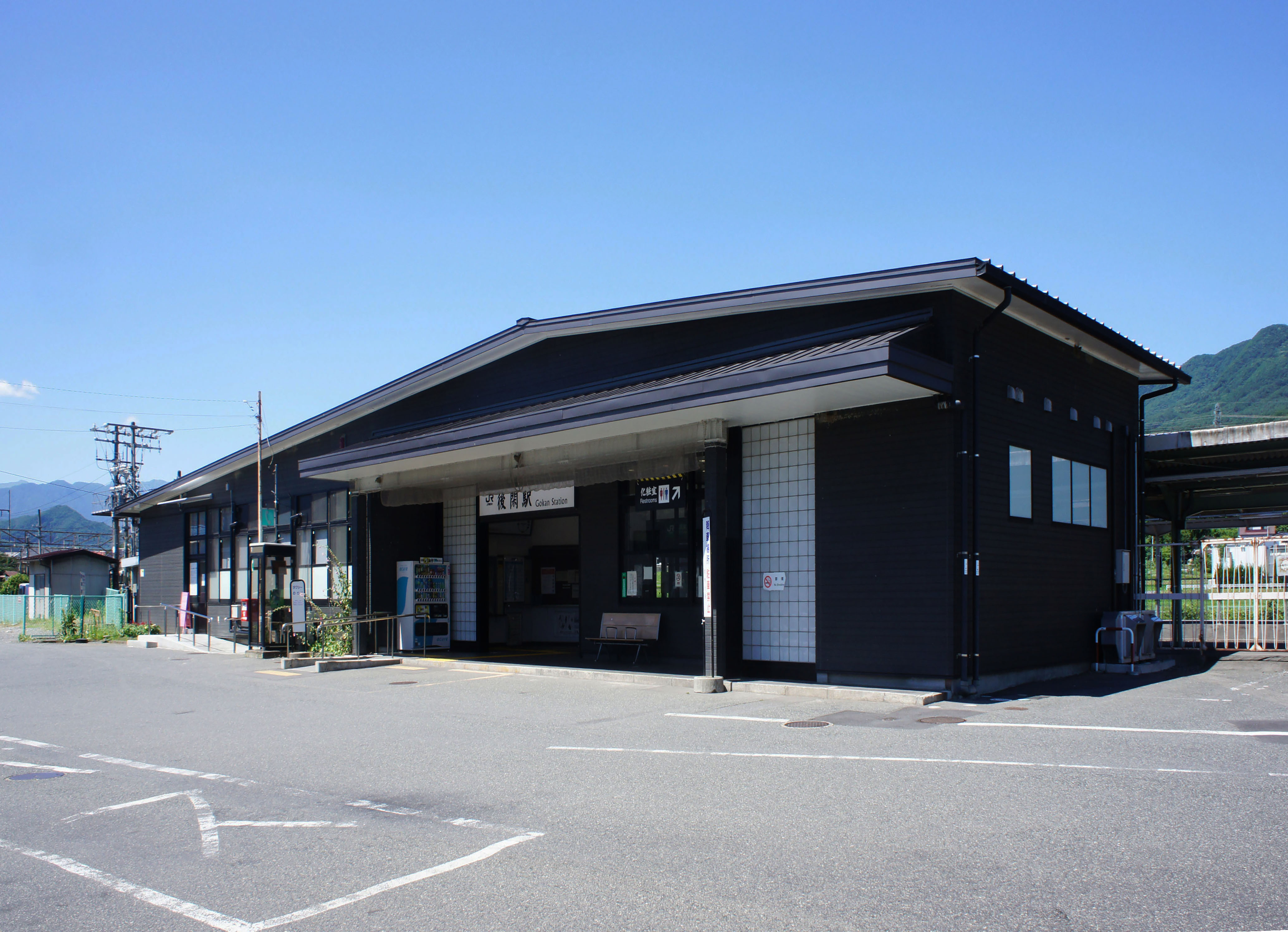
後閑駅

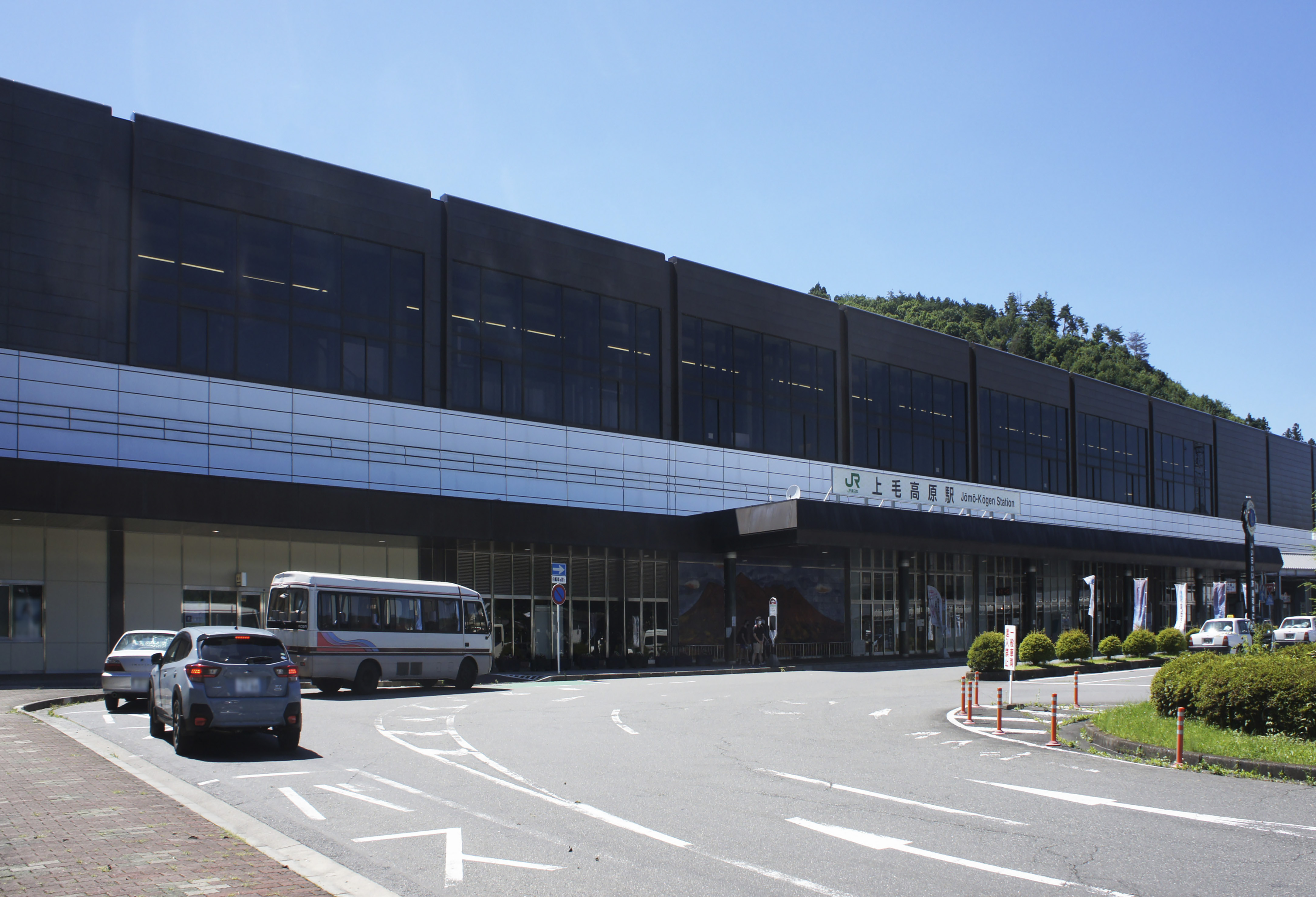
上毛高原駅

- 東日本旅客鉄道（JR東日本）
  - 上越新幹線
    - 上毛高原駅

  - 上越線
    - 後閑駅 - 上牧駅

### 道路

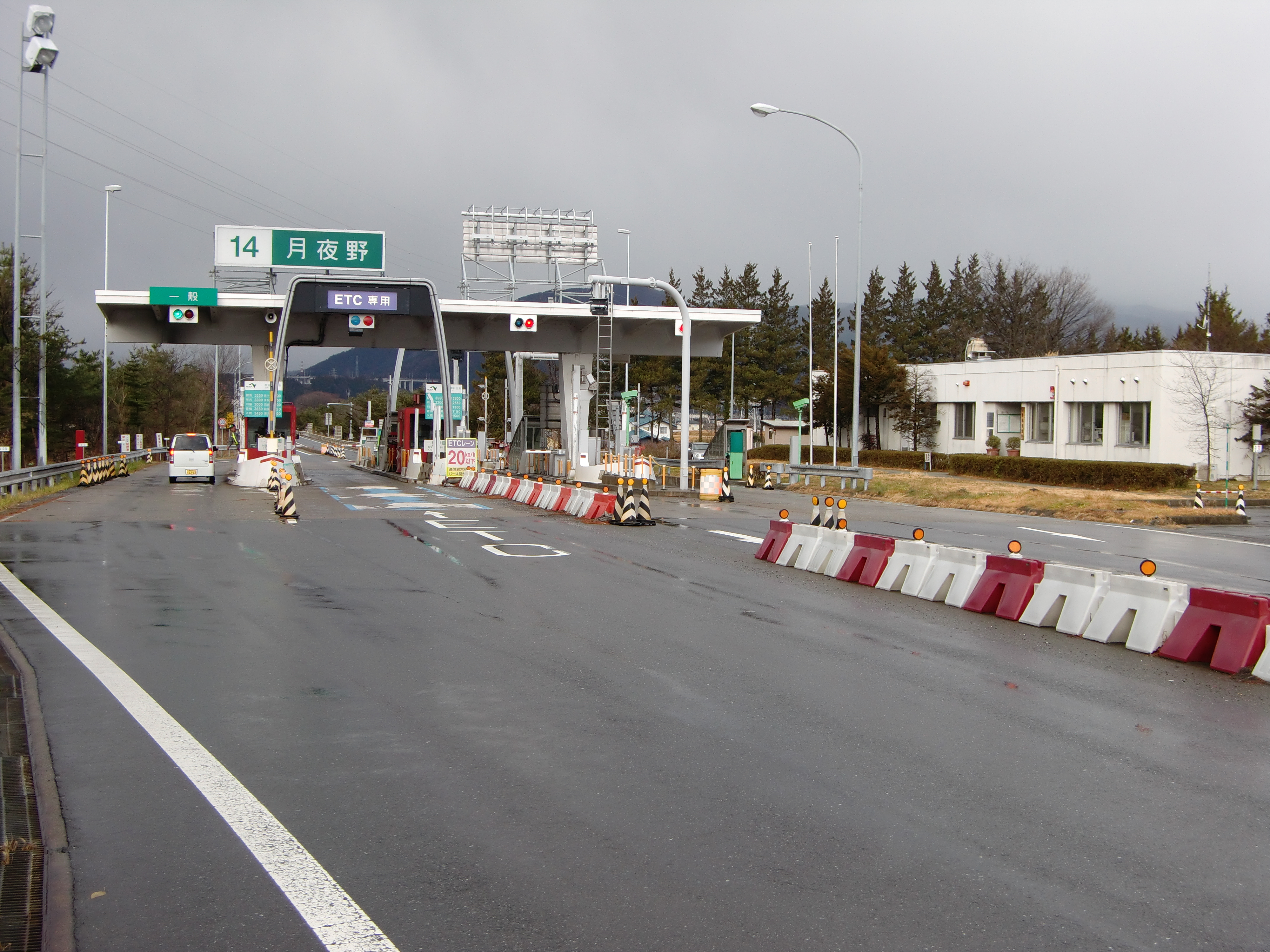
月夜野インターチェンジ

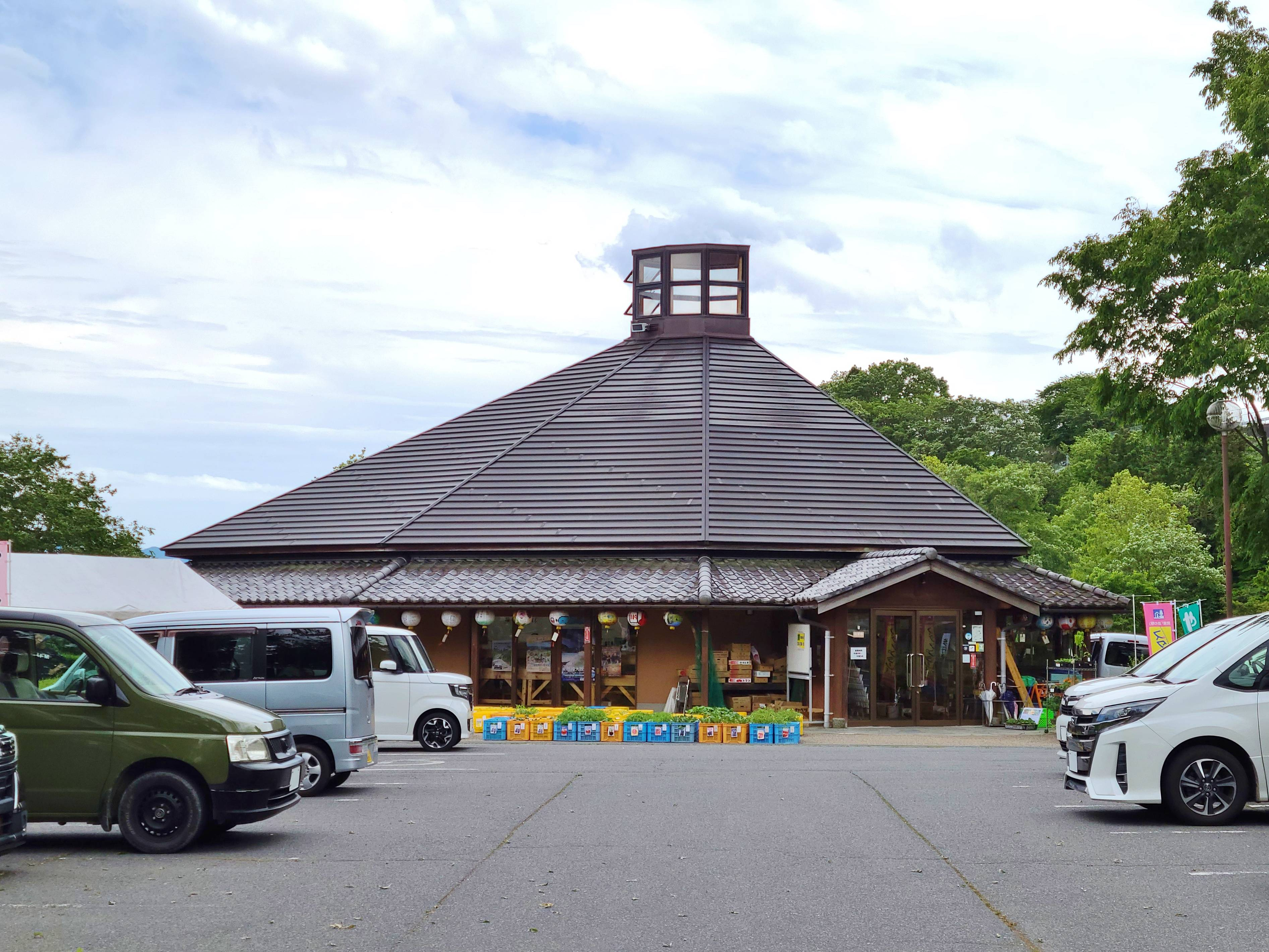
道の駅月夜野矢瀬親水公園

- 高速道路
  - 関越自動車道月夜野インターチェンジ
- 一般国道
  - 国道17号
  - 国道291号
- 都道府県道
  - 群馬県道61号沼田水上線
- 道の駅
  - 月夜野矢瀬親水公園

- 道の駅月夜野矢瀬親水公園

## 名所・旧跡・観光スポット
- 上牧温泉・奈女沢温泉（国民保養温泉地）
- 月夜野温泉・真沢温泉

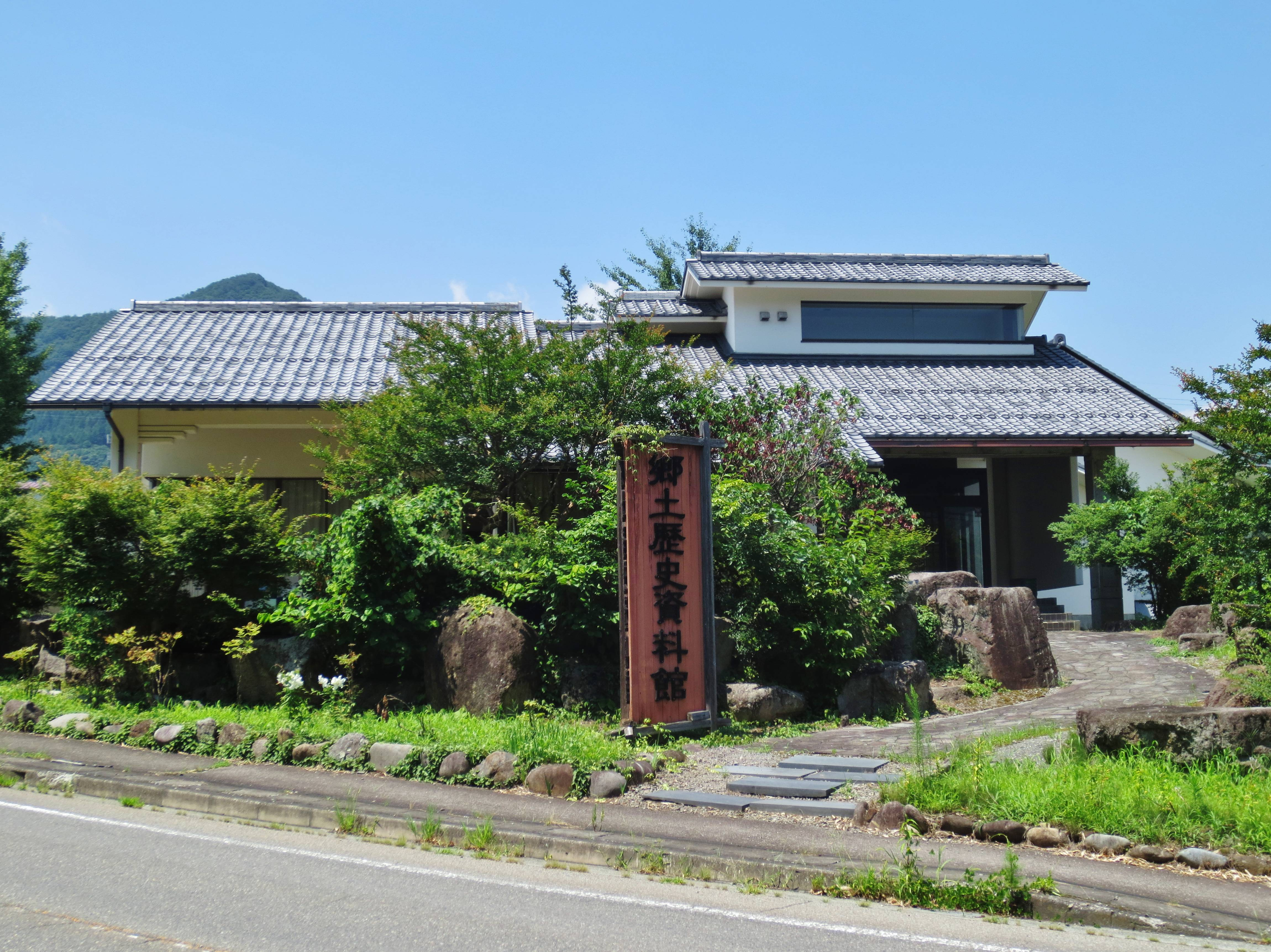
月夜野郷土歴史資料館
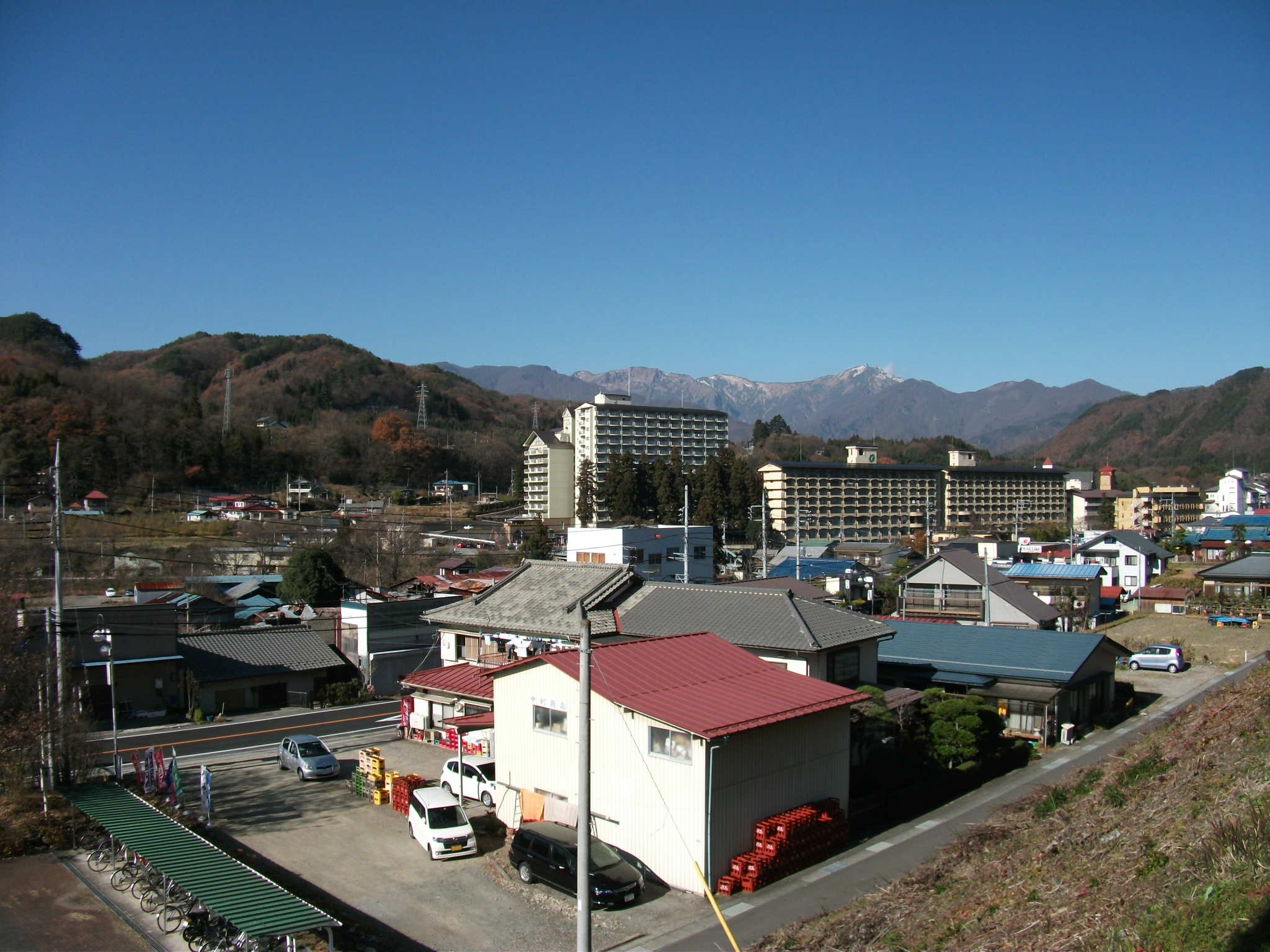
矢瀬遺跡・矢瀬親水公園・梨の木平敷石住居跡・深沢遺跡配石遺構
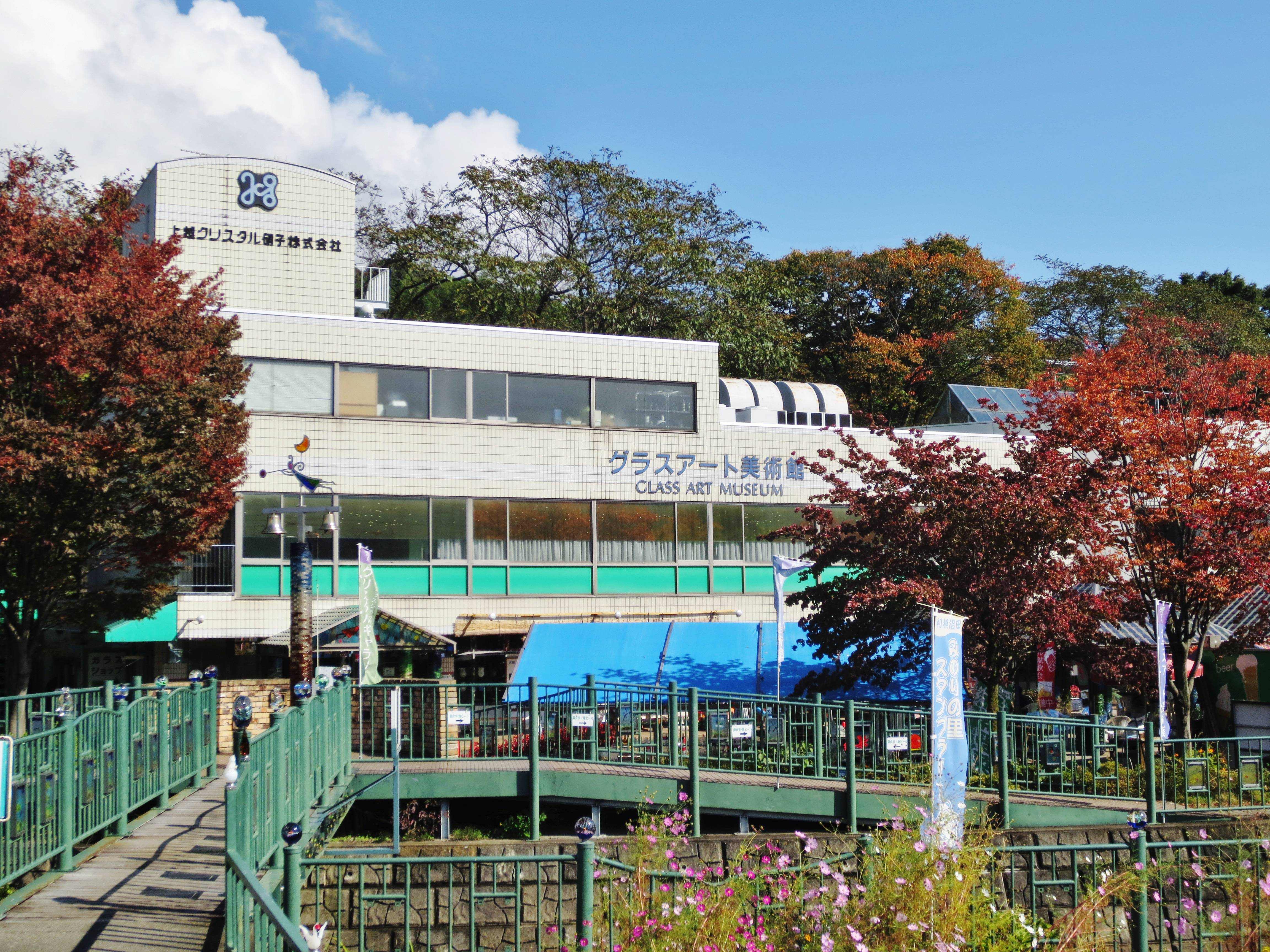
月夜野びーどろパーク・ガラスアート美術館（上越クリスタル硝子）
- 茂左衛門地蔵尊千日堂
- 名胡桃城
- 黒岩渓谷
- 大峰沼

- 月夜野郷土歴史資料館
- 上牧温泉
- ガラスアート美術館

## 祭事・催事

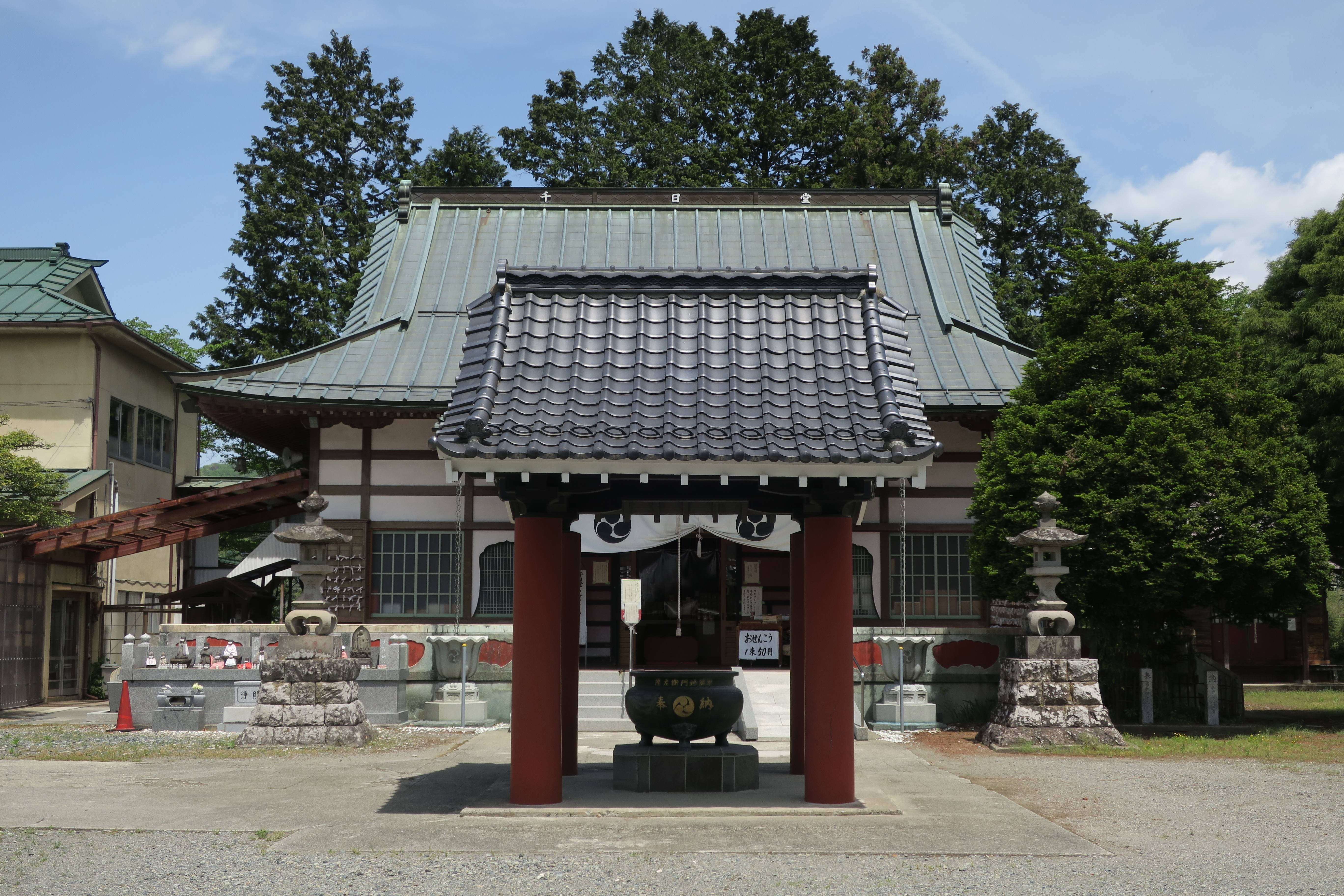
茂左衛門地蔵尊千日堂

- 茂左衛門地蔵縁日 - 領主の悪政による苦しみから、命をかけて領民を救った百姓・茂左衛門を供養。春秋の彼岸。
- 小高神社太々神楽 - 300年以上にわたって伝承されている獅子舞。毎年10月1日。
- 三重院火祭り - 山伏の修行を祭りにしたもの。毎年4月6日。
- ヤッサ祭り - 400年の伝統をもつ祭りで、下帯姿の若者たちが口々に「ヤッサ、シンジュウロウ」と叫びながら境内を勇ましく走りまわる。若宮八幡宮にて毎年9月29日[2]。